# 斯圖爾德 (伊利諾伊州)
斯圖爾德（英語：Steward）是位於美國伊利諾伊州李縣的一個村落。

## 地理
斯圖爾德的座標為41°50′55″N 89°01′14″W / 41.84861°N 89.02056°W，而該地最高點為海拔高度251米（即823英尺）。

## 人口
根據2010年美國人口普查的數據，斯圖爾德的面積為0.69平方千米，當中陸地面積為0.69平方千米，而水域面積為0.00平方千米。當地共有人口256人，而人口密度為每平方千米371人。